# René I. (Anjou)

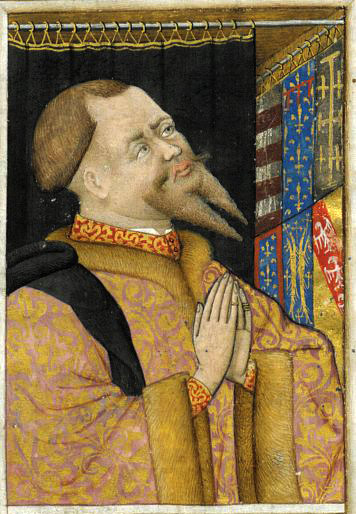
Porträt König Renés (um 1469). Miniatur aus dem Stundenbuch des Königs, Bibliothèque Nationale, Paris

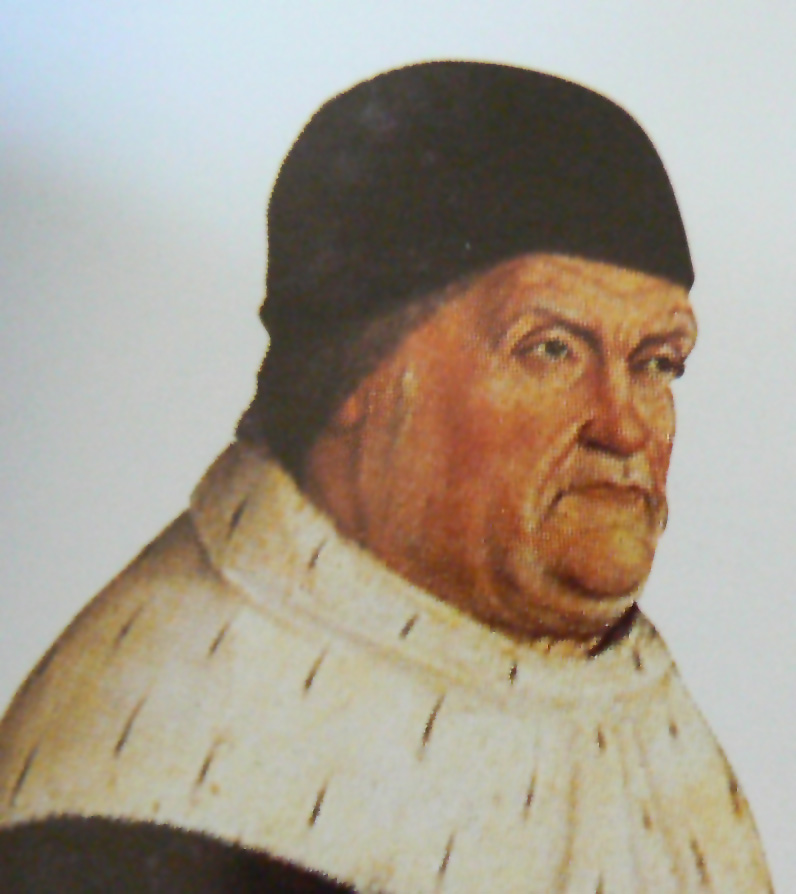
Porträt König Renés (um 1476) aus dem Triptychon des brennenden Dornbuschs von Nicolas Froment, Kathedrale von Aix-en-Provence

René I. d’Anjou oder Renatus von Anjou (* 16. Januar 1409 im Schloss von Angers; † 10. Juli 1480 in Aix-en-Provence), auch René von Sizilien, René von Neapel, René der Gute oder Le bon Roi René genannt, war Reichsfürst des Heiligen Römischen Reiches sowie unter anderem:
- Graf von Guise (1417–1425)
- Herzog von Bar und Markgraf von Pont-à-Mousson (1419 bzw. 1430–1476)
- Herzog von Lothringen (1431–1453, uxoris nomine)
- Herzog von Anjou, Graf von Provence, Forcalquier etc. (1434–1480)
- König von Neapel etc. (1435–1442 tatsächlich, en titre bis 1480)
- Titularkönig von Jerusalem (1435–1480)
- Gegenkönig von Aragón (1466–1480)

## Leben
René von Anjou war der zweite Sohn von Herzog Ludwig II. von Anjou und Jolanthe von Aragón. Seine Großeltern mütterlicherseits waren König Johann I. von Aragón und Violante von Bar. Seine Schwester war Maria von Anjou, die 1422 den französischen König Karl VII. heiratete. Der Historiker Desmond Seward bezeichnet ihn als „einen der spektakulärsten königlichen Verlierer des 15. Jahrhunderts außerhalb Englands“.

### Guise
Nach dem Tod seines Vaters am 29. April 1417 erhielt er die Herrschaft Guise, die durch seinen zukünftigen Schwager, den Dauphin und späteren König Karl VII. im gleichen Jahr zur Grafschaft erhoben wurde. Da die Herzöge von Anjou im Bürgerkrieg der Armagnacs und Bourguignons Parteigänger des Dauphins waren, wurde sein Besitz vom Herzog von Bedford, dem englischen Regenten Frankreichs, bei der Eroberung Nordfrankreichs durch die Engländer beschlagnahmt. Bedford sprach die Grafschaft Guise Johann II. von Luxemburg, Graf von Ligny, zu, der 1425 die Burg Guise eroberte.

### Bar
Kardinal Ludwig von Bar, der Bruder von Renés Großmutter Violante von Bar, ging Ende der 1410er Jahre daran, die Erbfolge im Herzogtum Bar aktiv zu steuern, als klar war, dass – nachdem sein Vater, Herzog Robert I, die Nachkommen seines ältesten Sohnes von der Erbfolge ausgeschlossen hatte – nach dem Tod seines Bruders Herzog Eduard III. in der Schlacht von Azincourt und seiner eigenen Nachfolge als Kleriker im Herzogtum Bar keine unproblematische Nachfolge eintreten würde. Im Jahr 1419 vermittelte er einen Ehevertrag zwischen René von Anjou, seinem Großneffen als Enkel seiner Schwester Jolande von Bar, und Isabella (* wohl 1400), der Erbtochter des Herzogs Karl II. von Lothringen, der den Nebeneffekt hatte, dass Bar und Lothringen vereinigt und die jahrhundertealten Differenzen zwischen den Herzogtümern beendet würden. Am 13. August 1419 verzichtete Ludwig im Vertrag von Saint-Mihiel auf sein Herzogtum zugunsten Renés. Am 24. Oktober 1420 heirateten dann René, jetzt Herzog von Bar, und Isabella in der Kathedrale von Nancy.

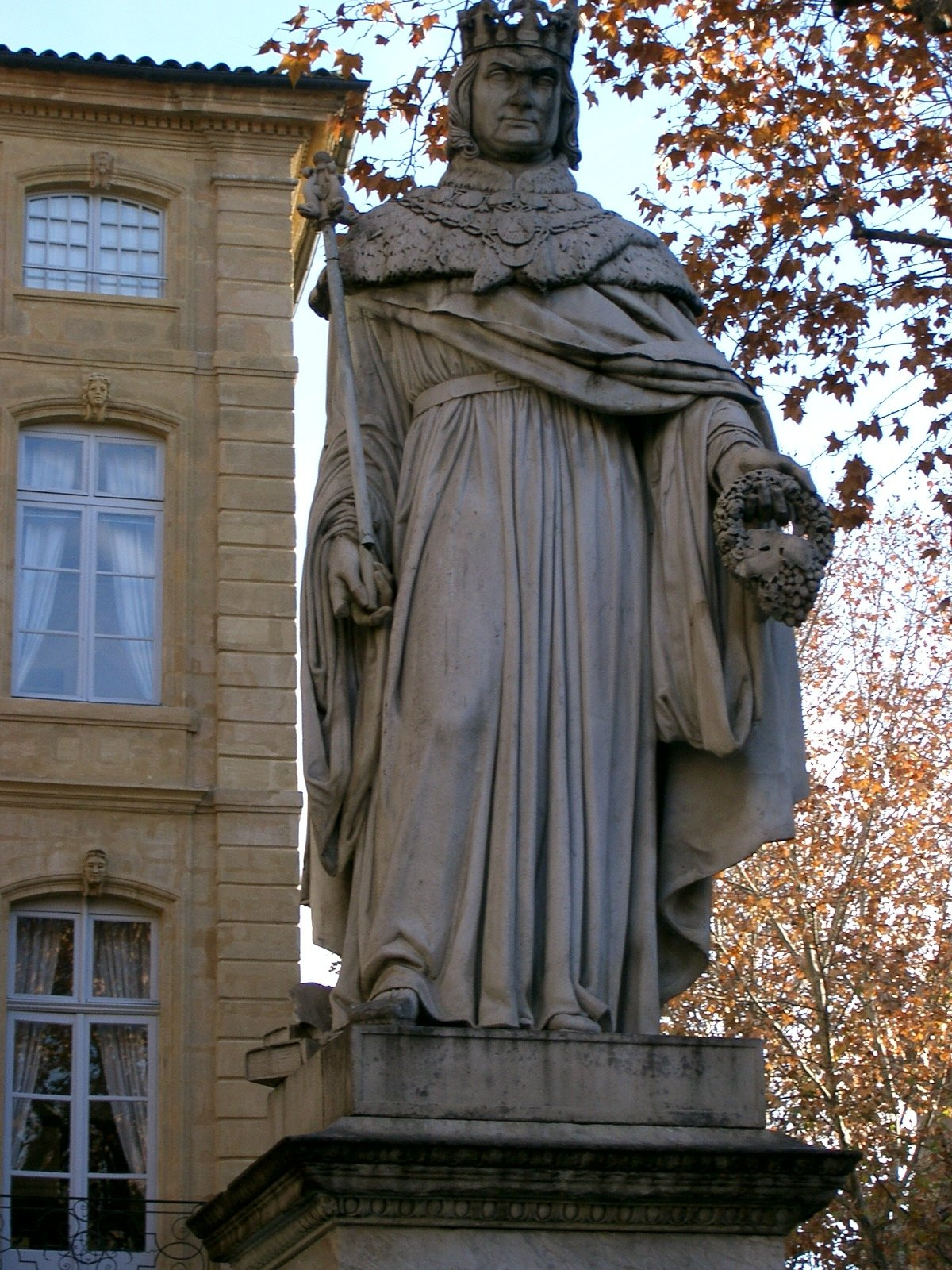
Statue König Renés auf dem Cours Mirabeau in Aix-en-Provence

### Nachkommen
Renés und Isabellas Kinder waren:
- Isabella († jung)
- Johann II. (* 1425; † 1470), Herzog von Lothringen, Herzog von Kalabrien, Fürst von Girona, 1458 Statthalter von Genua und für seinen Vater im Königreich Neapel
- René, (* wohl 1426)
- Ludwig, (* 1427; † bald nach 1444) Markgraf von Pont-à-Mousson
- Nikolaus (* 1428; † klein), Herzog von Bar
- Jolande (* 1428; † 1483), Herzogin von Lothringen etc.; ⚭ Friedrich, Graf von Vaudémont
- Margarete (* 1430; † 1482), ⚭ Heinrich VI., König von England
- Karl (* wohl 1431; † 1432) Graf von Guise
- Louise (* wohl 1436; † klein)
- Anne (* wohl 1437; † klein)

Seine zweite, 1454 mit Jeanne de Laval geschlossene Ehe blieb kinderlos.

### Lothringen (I)
Mit dem Tod Karls II. von Lothringen am 25. Januar 1431 wurde Isabella Herzogin von Lothringen, René Herzog von Lothringen aus dem Recht seiner Frau. Diese Nachfolgeregelung war von Graf Anton von Vaudémont, dem Neffen Karls II. und nächsten männlichen Verwandten, bereits zu Karls Lebzeiten angefochten worden, weswegen Karl ihn 1425 enterbt hatte. Karls Angriffe auf Antoines Besitz liefen jedoch in Leere, da Antoine sich mit Philipp dem Guten, Herzog von Burgund, einen mächtigen Verbündeten gesucht hatte. Nach dem Eintreten des Erbfalls nahm Antoine den Kampf um das Herzogtum wieder auf, und am 2. Juli 1431 gelang es ihm in der Schlacht von Bulgnéville, René gefangen zu nehmen.
René und Antoine einigten sich am 10. Oktober 1432 darauf, Philipp den Guten als Schiedsrichter anzurufen, doch brachte dessen Vermittlung lediglich eine Übereinkunft zustande (Brüssel 13. Februar 1433), die unter anderem einen Ehevertrag zwischen Kindern der Kontrahenten, Jolande von Lothringen (* 1429) und Friedrich II. von Vaudémont (* 1417), vorsah. René bekam vorläufige Haftverschonung bis zum 27. Februar 1434, und der Ehevertrag wurde am 1. Juli 1433 geschlossen. Die Hochzeit fand dann statt, als Jolande 16 Jahre alt wurde, also etwa im Februar 1445. Im Jahr zuvor heiratete Renés Erbe Johann Marie de Bourbon, Tochter von Herzog Karl I. und Nichte Philipps, was ebenfalls zum Waffenstillstand zwischen Burgund und Lothringen beitrug.
Kaiser Sigismund lud nun René und Antoine vor ein Schiedsgericht in Basel (1434), auf dem er zugunsten Renés entschied und ihn mit Lothringen belehnte. Antoine wandte sich daraufhin erneut an Philipp den Guten, der wiederum René befahl, sich in Gefangenschaft zu begeben, was dieser dann auch tat. Allerdings waren die Haftbedingungen so erträglich, dass René in dieser Zeit an den Verhandlungen zum Vertrag von Arras (1435) zwischen Philipp III. und Karl VII. teilnehmen konnte. Die burgundische Haft wurde erst 1437 aufgrund einer Lösegeldzahlung aufgehoben, die René schon alleine deswegen aufbringen wollte, weil in der Zwischenzeit seine Anwesenheit in Südeuropa erforderlich geworden war.

### Anjou, Provence, Forqualquier
Am 12. November 1434 starb sein Bruder Ludwig III. und hinterließ ihm das Herzogtum Anjou sowie die Grafschaften Provence und Forcalquier – neben Bar das einzige Erbe, das ihm zufiel, ohne Probleme zu bereiten. Für die Provence war seine Regierung eine Zeit des Friedens und des Wohlstands; hier erhielt er seinen Beinamen „Guter König René“. 

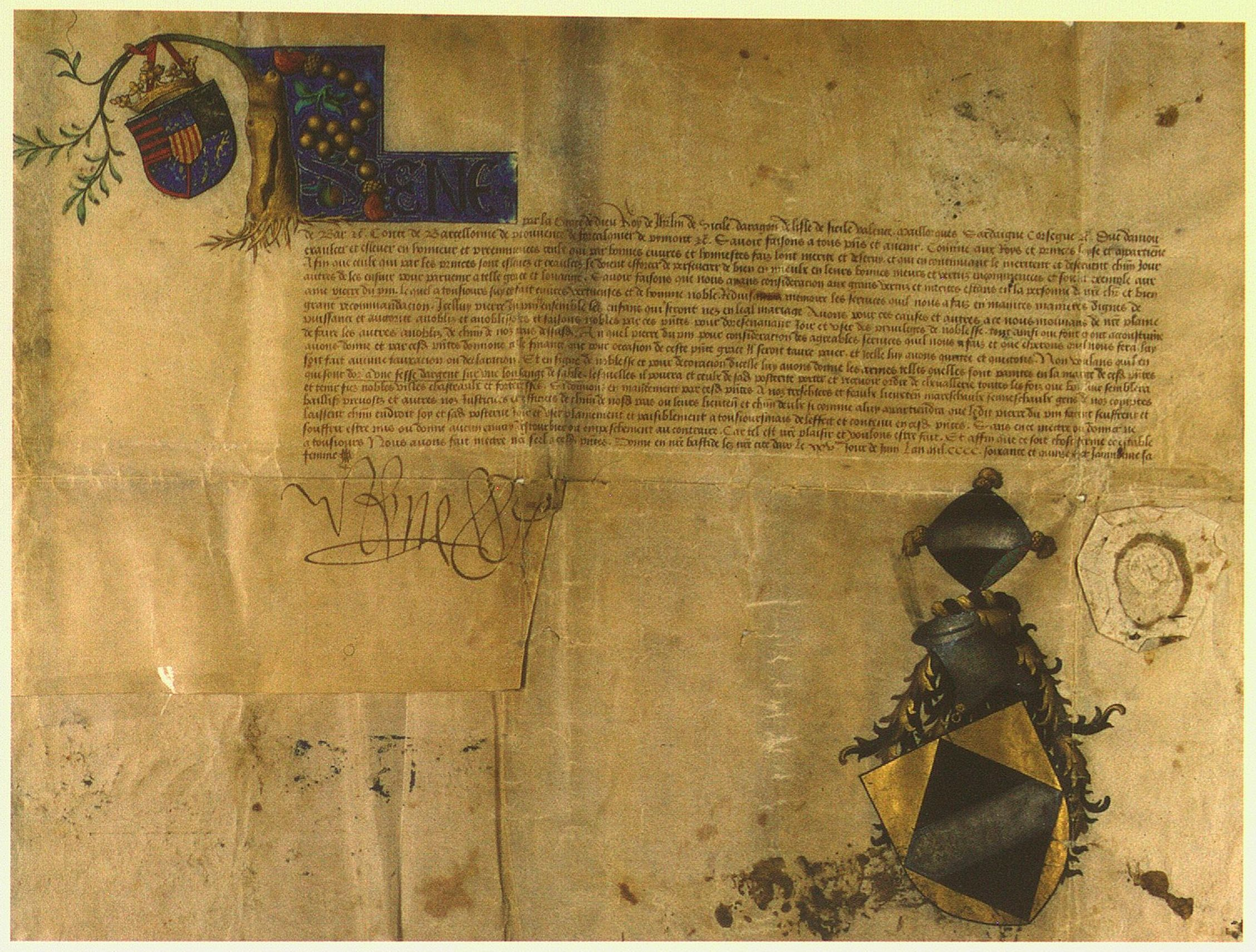
Eine Urkunde Renés von 1475. Carpentras, Bibliothèque Inguimbertine, Ms. 1853, fol. 200r

### Neapel (I)
Königin Johanna II. von Neapel hatte im Jahr 1423 Ludwig III. von Anjou adoptiert und damit als Nachfolger designiert. Nach Ludwigs Tod übertrug sie dessen Ansprüche (zu denen auch die Titel eines Königs von Jerusalem, Sizilien etc. gehörten) auf den gefangenen René und starb selbst kurz darauf, am 2. Februar 1435. An Renés Stelle machte sich Isabella auf den Weg, unterstützt von Filippo Maria Visconti, Herzog von Mailand, und einer genuesischen Flotte, das Erbe anzutreten, wobei klar war, dass sie sich dabei gegen Alfons V. von Aragón durchsetzen musste, der aufgrund einer früheren (von Johanna wieder gelösten) Adoption ebenfalls Ansprüche auf die Krone Neapels erhob. Alfons unterlag am 5. August 1435 in der Seeschlacht von Ponza den Genuesern, so dass Isabella am 18. Oktober in Neapel einziehen konnte. René selbst konnte nach seiner Lösegeldzahlung erst am 19. Mai 1438 nach Neapel kommen. Viscontis Seitenwechsel sowie wachsender militärischer und politischer Druck seitens Aragons führten dann dazu, dass René Ende 1442 Alfons V. das Königreich überlassen musste. Weitere Gründe waren die Tatsache, dass Alfons bereits mit Sizilien über eine hervorragende Machtbasis verfügte, und René nach der Lösegeldzahlung nicht mehr über die finanziellen Mittel verfügte, um sich durchzusetzen. René kehrte nach seiner Niederlage nach Frankreich zurück, ließ sich in der Provence nieder und übergab die Verwaltung Lothringens seinem ältesten Sohn Johann, den er als zukünftigen Erben Neapels zum Titularherzog von Kalabrien gemacht hatte.

### Aragon (I)
Am 14. November 1442 war Renés Mutter, Yolanthe von Aragon gestorben, Tochter des Königs Johann I., die ihm ihre Ansprüche auf Aragón hinterließ. Nach Johanns Tod 1396 war die Krone auf dessen jüngeren Bruder Martin I. übergegangen, danach durch den Kompromiss von Caspe 1412 auf dessen Neffen, Ferdinand von Kastilien. Yolanthe hatte bereits damals ohne Erfolg den Thron für sich reklamiert. Auch hier war Alfons V. Renés aktueller Widersacher.

### England und Frankreich
René und sein Bruder Karl von Maine waren in der Endphase des Hundertjährigen Kriegs die Oberhäupter der „Angevinischen Partei“. 1444 schlossen sie einen Waffenstillstand mit England, durch den die Familie das Herzogtum Maine zurückerhielt, und der durch die Hochzeit zwischen Renés Tochter Margarete und dem englischen König Heinrich VI. am 23. April 1445 in Nancy konsolidiert wurde – der René aber nicht daran hinderte, nach dem Wiederaufflammen der Kämpfe an der Seite Karls VII. zu stehen, und ihn bei der Eroberung der Normandie (Einzug in Rouen im November 1449) und in der Schlacht bei Formigny (15. April 1450) zu unterstützen.

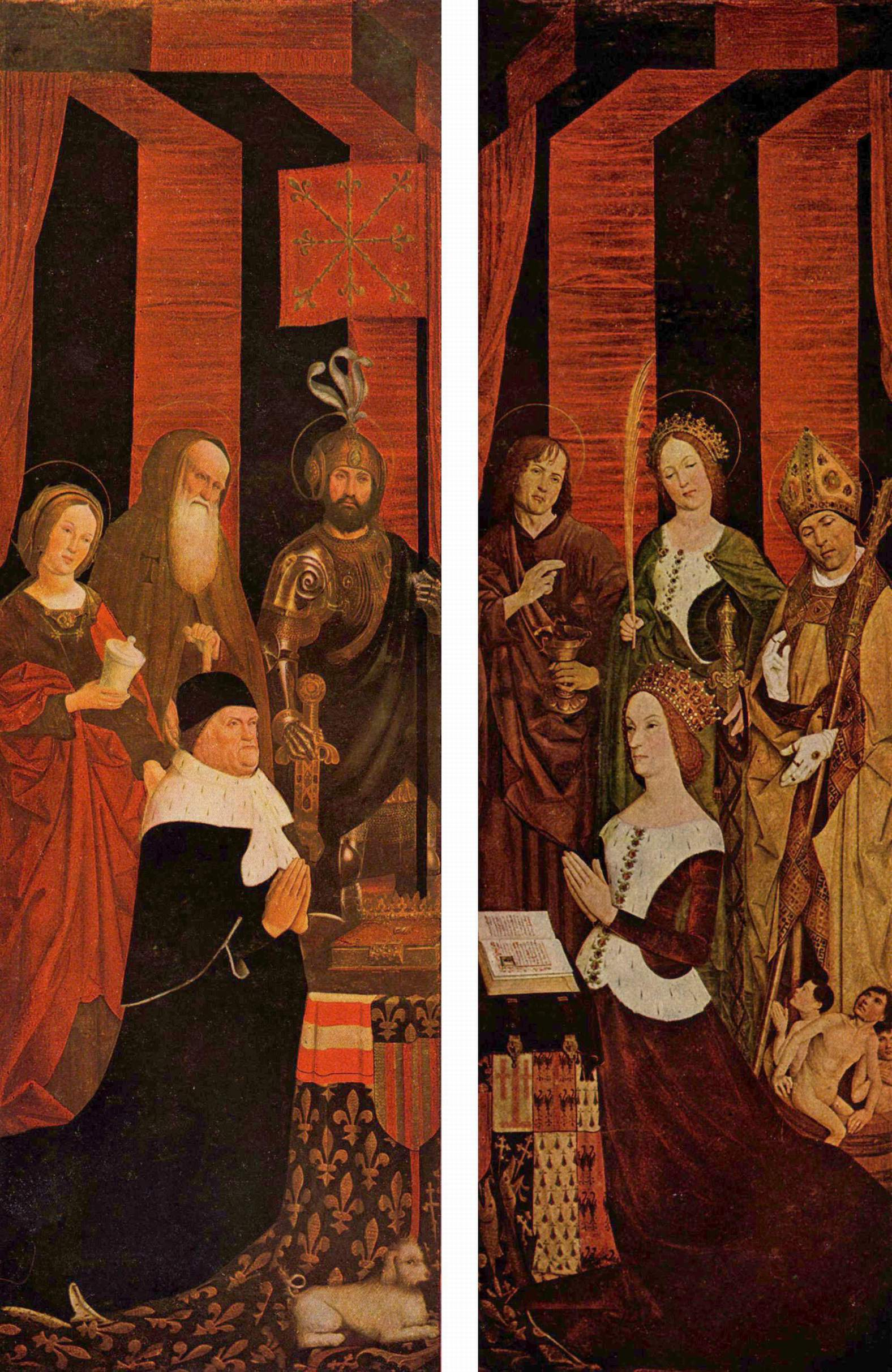
René d‘Anjou und Jeanne de Laval als Stifterfiguren auf dem von Nicolas Froment bemalten Altar der Kathedrale von Aix-en-Provence

### Lothringen (II)
Am 28. Februar 1453 starb Isabella und Renés Sohn Johann wurde Herzog von Lothringen. Im Jahr darauf, am 10. November 1454 heiratete René in zweiter Ehe Jeanne de Laval, Tochter von Guy XIV., Graf von Laval, und Isabelle de Bretagne. Diese Ehe blieb kinderlos.

### Neapel (II)
Am 26. Juni 1458 starb Alfons V. von Aragón, woraufhin René seine Ansprüche auf Neapel wieder aufnahm – zumal der Erbe, Ferdinand oder Ferrante den Makel der Unehelichkeit mit sich führte. Er schickte seinen Sohn Johann nach Süditalien, wo dieser aber ebenfalls erfolglos blieb. Nach der Niederlage bei Troia in Apulien im Jahr 1462 musste dieses Kapitel dann endgültig geschlossen werden.

### Aragon (II)
Als sich die Städte Kataloniens in den 1460er Jahren gegen Alfons V. indirekten Nachfolger Johann II. erhoben und René die Krone Aragóns anboten, schickte er 1466 seinen Sohn Johann nach Barcelona, wo er seine bzw. Renés Ansprüche ohne großen Erfolg geltend zu machen versuchte und vier Jahre später starb, woraufhin René seine Ansprüche zwar nicht fallen ließ, aber Katalonien 1472 vor Johann II. kapitulieren musste.

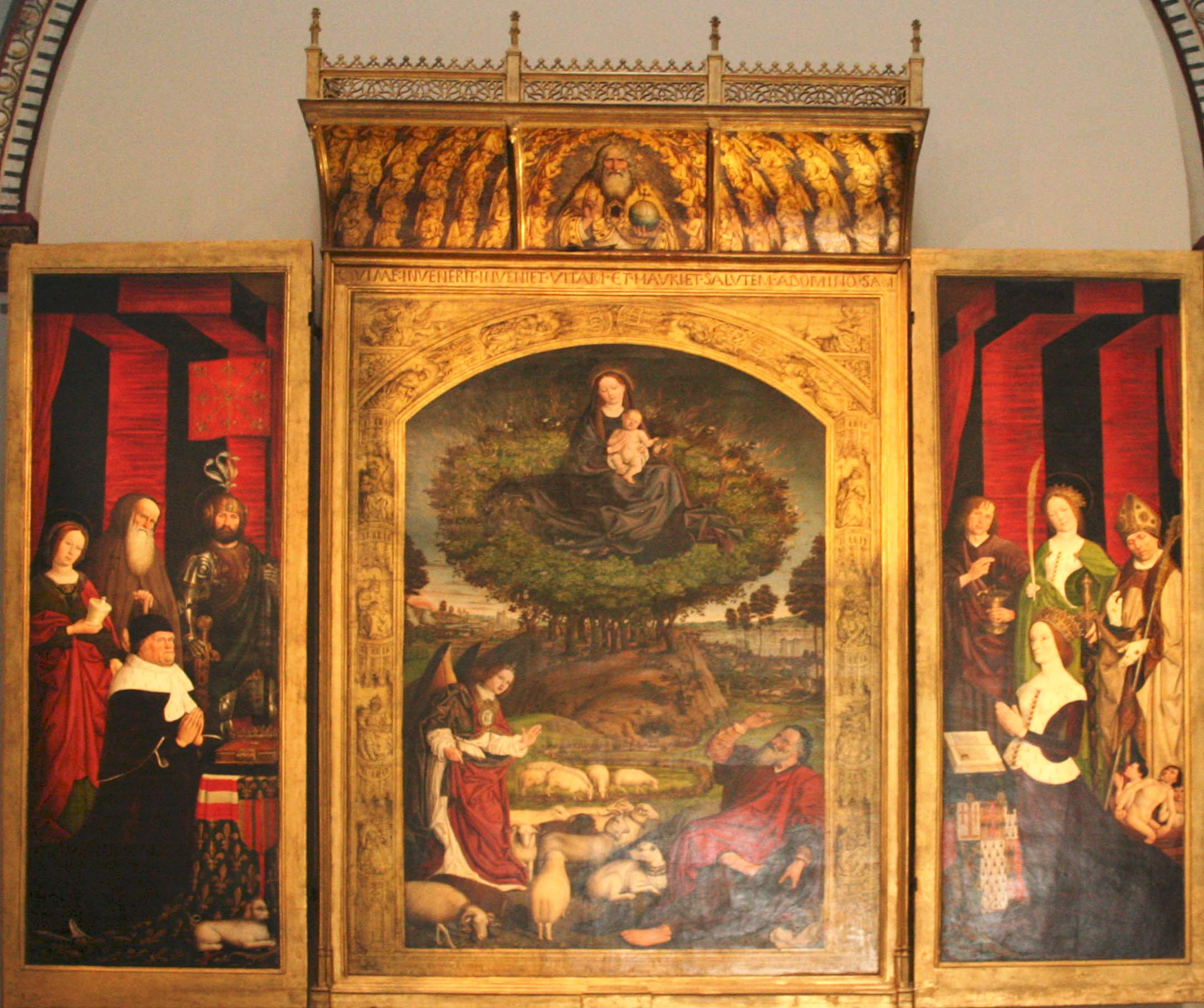
Nicolas Froment: Triptychon des brennenden Buschs (1476)

## Kultur
Neben seinen militärischen Aktivitäten widmete er sich der Entwicklung seines Besitzes Anjou, Lothringen und Provence, vor allem der Städte Angers, Aix-en-Provence, Avignon und Tarascon. Auf ihn gehen das Schloss Ponts-de-Cé und das Landhaus Chanzé im Anjou zurück.
In Aix und Angers unterhielt er jeweils literarische und wissenschaftliche Zirkel; er widmete sich der Wiederbelebung der altprovençalischen Poesie, indem er die Dichterwerke der Troubadoure sammelte und selbst zu dichten versuchte: z. B. Traité de la forme et devis comme on fait les tournois (1451–1452) oder Le Livre du cœur d’amour épris (1457, herausgegeben 1825). Er war der Mäzen des Malers Nicolas Froment, bestellte das Werk Le Mystère des Actes des Apôtres bei Simon Gréban, einem Kanoniker aus Le Mans, und dessen Bruder Arnoul Gréban, einen französischen Schriftsteller.
Auch versuchte er sich selbst als Maler, wobei viele Gemälde im Stil der altniederländischen Malerei ihm alleine deswegen zugeschrieben werden, weil sie sein Wappen tragen, tatsächlich aber wohl nur in seinem Auftrag entstanden sind. Er beschäftigte Barthélemy d’Eyck sowohl als Hofmaler wie auch als Kammerdiener. Die berühmtesten mit René verbundenen Bildwerke sind der „Brennende Busch“, ein Triptychon in der Kathedrale von Aix-en-Provence, welches ihn mit seiner zweiten Ehefrau zeigt (tatsächlich eine Arbeit von Nicolas Froment), ein illuminiertes Stundenbuch (heute in der Bibliothèque nationale de France), die um 1460 entstandenen Illustrationen im Livre du cœur d’amour épris und die um 1462 – 1465 entstandenen Illustrationen des Traité de la forme et devis comme on fait les tournois.

## Erbe
René I. starb in Aix am 10. Juli 1480. Seine sterblichen Überreste wurden heimlich und des Nachts von den Angevinern aus der Provence entwendet und schließlich in der Kathedrale von Angers bestattet.
Die Provence, Forcalquier und Anjou fielen als väterliches Erbe an seinen Neffen Karl von Maine, nach dessen Tod 1481 Anjou als erledigte Apanage in die Domaine royal zurückkehrte, Provence und Forcalquier durch Testament an König Ludwig XI. von Frankreich – der schon zu René Lebzeiten Druck ausgeübt hatte, um diese Gebiete in seinen Besitz zu bringen. Lothringen befand sich seit 1473 im Besitz seiner Tochter Yolande und deren Sohn René II., der auch Enkel seines früheren Widersachers Anton von Vaudémont war. Bar kam nun hinzu, ebenso die Ansprüche auf Neapel, Sizilien und Jerusalem – letzteres ging über diese Linie auf das Haus Habsburg-Lothringen über, das den Titel bis 1918 führte.

## Wappengalerie

1420–1434: Anjou, Bar und Lothringen
1434–1443: Ungarn, Sizilien, Jerusalem, Anjou, Bar, Lothringen
1443–1453: Aragon wird hinzugefügt
1453–1470: Lothringen wird weggenommen
1470–1480: Aragon wird weggenommen, das Lilienwappen wird vereinfacht